# Riksvei 7
De Riksvei 7 (Rijksweg 7, Riksvei is Bokmål, in Nynorsk wordt Riksveg 7 geschreven) is een west-oost hoofdverbindingsweg in het zuiden van Noorwegen in het gebied tussen Bergen en Oslo. De weg loopt van de zuidelijke kant van de Hardangerbrua in Ullensvang in de provincie Vestland naar Hønefoss in de provincie Buskerud. De totale lengte van de weg is 266 kilometer.  De weg voert over de Hardangervidda hoogvlakte en door het Hallingdal.
In de Butunnel die werd in gebruik genomen in 2013 bij de opening van de Hardangerbrug splits de Rv7 op een rotonde in de tunnel zelf af van de riksvei 13. Dit is sinds dat jaar de westelijke start van de rijksweg.  Vandaar volgt de Rv7 oostwaarts de zuidelijke kant van de Eidfjord tot in Eidfjord om van daar te klimmen doorheen de Måbødalen, langs de Vøringsfossen waterval tot aan station Haugastøl waar de weg de spoorlijn Oslo - Bergen, de Bergensbanen, dwarst. Rv7 vervolgt het traject door de Hardangervidda en daalt dan in het Hallingdal langs Geilo, Hol, Ål, Torpo, Gol, Nesbyen en Flå. Van in Gulsvik volgt de weg de oostelijke oever van het Krøderenmeer tot Gigernes. Door de Ørgenviktunnel wordt Sokna bereikt van waar de rijksweg aansluit op de E16 bij Hønefoss in de gemeente Ringerike.
In de wintermaanden wordt voor de passage over de Hardangervidda wanneer nodig besloten Kolonnekjøring te verplichten, waarbij een kolonne wagens voorafgegaan door een dienstvoertuig de passage enkel mogen maken in konvooi.
Europese wegen:
E6 · E8 · E10 · E12 · E14 · E16 · E18 · E39 · E45 · E69 · E75 · E105 · E134 · E136
Riksveier:
2 · 
3 · 
4 · 
5 · 
7 · 
9 · 
12 · 
13 · 
15 · 
19 · 
20 · 
21 · 
22 · 
23 · 
25 · 
35 · 
36 · 
40 · 
41 · 
42 · 
44 · 
47 · 
52 · 
55 · 
70 · 
73 · 
77 · 
80 · 
83 · 
85 · 
92 · 
93 · 
94 · 
110 · 
111 · 
120 · 
150 · 
156 · 
159 · 
162 · 
163 · 
190 · 
191 · 
200 · 
282 · 
420 · 
451 · 
502 · 
509 · 
510 · 
518 · 
555 · 
562 · 
580 · 
616 · 
617 · 
658 · 
681 · 
706 · 
827 · 
833 · 
853 · 
862 · 
881 · 
887 · 
892 · 
893